# Bitva u Quiberonu
Bitva u Quiberonu se odehrála 20. listopadu 1759 blízko zátoky Quiberon v dnešní Francii.
Bitva byla součástí sedmileté války, která trvala v letech 1756–1763. Bojovalo se v Severní Americe a v Evropě. Na jedné straně stálo Prusko a Británie, na druhé Francie, Rakousko, Rusko, Švédsko. Rozdělení zemí do dvou táborů není sporné a má jasné vysvětlení, které se odvíjí na základě historických událostí. Velká Británie byla vždy na opačné straně než Francie, důvodem jsou historické spory. To samé platí pro Prusko a Rusko, navzájem se chtěly tyto státy zničit. Rusko zažívalo velký vzestup, což se nelíbilo Prusku. Rakousko ani Švédsko neměly s Prusy dobré vztahy. Raději se přidaly na stranu Ruska a Francie, s kterými měly větší vazby.
Pro britské dějiny rok 1759 znamená annus mirabilis, tedy zázračný rok. Nazývají ho tak pro čtyři velké vítězné bitvy. Všechny bitvy z velké čtyřky byly vedeny proti Francii. Tím pádem jsou pro Velkou Británii ještě mnohem významnější, protože v žádném jiném roce se jí nedařilo tak ničit svého největšího nepřítele na každém bitevním poli. Bitvy mezi Francií a Velkou Británií byly roky předtím a poté mnohem vyrovnanější. Takže rok 1759 považují Britové za zázrak a svůj velký úspěch.
1. Britové porazili Francouze v bitvě u Mindenu (Německo). Francouzský král Ludvík XV. se po velké prohře rozhodl, že povede invazi do Velké Británie. Invazní plán komplikovaly spory v armádě. Spory se vedly také o peníze.
2. Francouzské lodě středomořské flotily se střetly s britskými válečnými loděmi v Lagoském zálivu (Portugalsko) v srpnu 1759. I přes velké problémy v armádě chtěl Ludvík XV. provést invazi do Británie přes kanál La Manche.
3. 13. září 1759 vyhrála britská armáda pod vedení Jamese Wolfa na Abrahamových planinách nedaleko Québecu (Kanada). Výhra otevřela Britům cestu do Nové Francie. Francouzi prohráli i v Severní Americe, snažili se ze tří porážek vyvodit opatření, která měla zamezit další porážce od Velké Británie.
4. Poslední bitva se odehrála v listopadu a je to bitva o zátoku Quiberon. Propukla jen pár kilometrů od břehů Francie. Podle některých zdrojů to byla nejpotupnější prohra roku 1759.

## Průběh bitvy
Akcí byl pověřen známý admirál Hawke, který byl speciálně pro tento případ povolán do služby. Celý listopad 1759 provázelo větrné počasí plné bouřek. Když se 16. listopadu 1759 přiblížili Britové k Quiberonské zátoce, bylo počasí velmi špatné. I přesto byli Angličané silně namotivováni, chtěli uštědřit Francii další úder. Velitel Francouzů Hubert de Brienne, hrabě z Conflans se rozhodl své lodě stáhnout do Quiberonské zátoky, chtěl dostat do bezpečné závětrné strany poloostrova Quiberon a tím pádem získat čas a naději na lepší počasí. Očekávali, že se Britové za nimi neodváží, protože se dostali až ke skalnatému pobřeží s mnoha mělčinami. Britové se nezalekli ani silné bouře a dále pronásledovali Francouze, nechtěli se zdržovat v nebezpečném prostředí. Hawke nařídil použít nadkošové a boční plachty, což byl velmi riskantní krok, ale lodě díky nim pluly mnohem rychleji. Francouzi se nestihli na rychlý útok Britů připravit. Začínali v nevýhodné poloze a uskupení lodí. Po sto minutách se Francouzi s třemi loděmi pustili na volné moře. Britská loď Royal George je následovala. Britům se podařilo potopit jednu ze tří francouzských lodí, Superbe, kde se utopilo 630 námořníků. Během chvíle se potopily další čtyři francouzské lodě. Začalo se stmívat. Přestal boj a lodě spustily kotvy. V noci trápil námořníky silný vítr. Při svítání zamířilo několik francouzských lodí do ústí řeky Vilaine. Denní světlo přineslo francouzské lodi Soleil Royal špatnou zprávu: námořníci zjistili, že zakotvili mezi britskými loděmi. Během krátké chvíle Britové zničili další lodě Francouzů. Vítězství Britů bylo jednoznačné.

## Následky bitvy
Británie získala téměř úplnou námořní nadvládu. Dne 10. února 1763 Francie, Británie, Portugalsko a Španělsko ratifikovaly pařížský mír, čímž byla ukončena sedmiletá válka.
Admirál anglického námořnictva Edward Hawke díky výhře očistil své jméno. Využil tak jedné z posledních šancí, jak se dostat zpět mezi vážené admirály. Za odměnu byl roku 1766 jmenován Lordem Admirality a roku 1776 mu byl propůjčen titul baroneta. Jednalo se o významná vyznamenání.
Loď Royal George se účastnila dalších bitev. Během oprav se potopila s osmi sty lidmi na palubě. Toto neštěstí je největší britskou námořní katastrofou z dob míru. Její jméno je tedy spojeno s velkým vítězstvím i velkou porážkou.
Téma bitvy u zátoky Qiuberon bylo nesčetněkrát zpracováno britskými umělci, kteří si oblíbili její dramatičnost.